# Lézigneux
Lézigneux är en kommun i departementet Loire i regionen Auvergne-Rhône-Alpes i centrala Frankrike. Kommunen ligger i kantonen Montbrison som tillhör arrondissementet Montbrison. År 2022 hade Lézigneux 1 747 invånare.

## Befolkningsutveckling
Antalet invånare i kommunen Lézigneux
| Referens: INSEE |